# دون ديفيس (سياسي)
دون ديفيس (بالإنجليزية: Don Davis)‏ هو سياسي أمريكي، ولد في 23 يونيو 1931، وتوفي في 10 أبريل 2008. حزبياً، نشط في الحزب الجمهوري. وقد انتخب عضو مجلس نواب فلوريدا.